# Декларация об общем языке

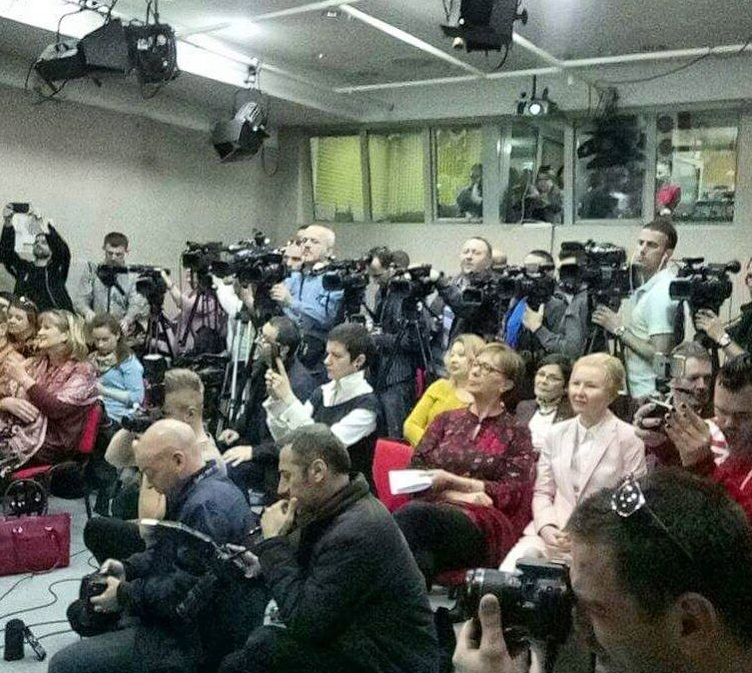
Пресс-конференция о «Декларации об общем языке»

Декларация об общем языке (сербохорв. Deklaracija o zajedničkom jeziku / Декларација о заједничком језику) была выпущена в 2017 году группой интеллектуалов и общественных организаций из Боснии и Герцеговины, Хорватии, Черногории и Сербии, которые работали под эгидой проекта «Язык и национализм». В Декларации указано, что боснийцы, хорваты, черногорцы и сербы имеют общий литературный язык полицентрического типа.
До публичной презентации Декларацию подписали более 200 выдающихся писателей, учёных, журналистов, активистов и других общественных деятелей из четырёх стран. После публикации его подписали более 10 000 человек со всего региона. Декларация об общем языке — это попытка противостоять националистическим фракциям. Её цель — стимулировать обсуждение языка без национализма и способствовать процессу примирения.

## Содержание декларации
В Декларации указано, что боснийцы, хорваты, черногорцы и сербы имеют общий литературный язык полицентрического типа. Это подтверждается тем фактом, что четыре народа эффективно общаются без переводчика благодаря взаимопониманию, что является ключевым понятием, когда речь идёт о языках. Кроме того, в ней указывается, что нынешняя языковая политика подчёркивания различий привела к ряду негативных явлений, а языковое выражение навязывается как критерий этнонациональной принадлежности и средство подтверждения политической лояльности. В Декларации говорится, что язык и народ не обязательно должны совпадать, и что каждое государство или нация могут независимо кодифицировать свой собственный вариант общего языка, и что четыре стандартных варианта имеют равный статус. Декларация призывает к отмене всех форм языковой сегрегации и дискриминации в образовательных и государственных учреждениях. Она также выступает за свободу индивидуального выбора и уважение языкового разнообразия.

## Международный проект «Языки и национализмы»
Декларация стала продолжением международного проекта «Языки и национализмы» (основанного двумя немецкими фондами: Forum Ziviler Friedensdienst и Allianz Kulturstiftung), в рамках которого в 2016 году в четырёх странах были проведены конференции, что позволило получить представление о текущей ситуации и проблемах. Проект был вдохновлён книгой «Язык и национализм» и был организован четырьмя неправительственными организациями из каждой страны, включая: ПЕН-центр Босния и Герцеговина из Сараево, Ассоциацию «Курс» из Сплита, «Крокодил» из Белграда и Центр гражданского образования из Подгорицы. Состоялась междисциплинарная серия экспертных конференций в Подгорице, Сплите, Белграде и Сараево с участием лингвистов, журналистов, антропологов и других специалистов. Присутствовало также немало зрителей. Темы дебатов на конференциях были следующими:
Книга «Язык и национализм» (слева) вдохновила проект «Языки и национализмы» (справа).
| Место     | Тема дебатов                                                     | Дата      |
| --------- | ---------------------------------------------------------------- | --------- |
| Подгорица | Все ли люди в Черногории говорят на разных языках?               | 21 апреля |
| Подгорица | Какова цель увеличения языковых различий?                        | 22 апреля |
| Сплит     | Грозит ли нам анархия, если мы не будем указывать, как говорить? | 19 мая    |
| Сплит     | А что, если у хорватов и сербов будет общий язык?                | 20 мая    |
| Белград   | Кто крадёт язык?                                                 | 5 октября |
| Белград   | Идеология правильного языка                                      | 6 октября |
| Сараево   | Политические манипуляции темой языка                             | 23 ноября |
| Сараево   | Корректоры как насильники национальности                         | 24 ноября |

## Создание декларации
В разработке Декларации приняли участие более тридцати экспертов, половина из которых были лингвистами разных национальностей из четырёх государств. Процесс написания длился несколько месяцев. Инициатива возникла сразу после последней конференции в Сараево, когда молодые люди из Боснии и Герцеговины, столкнувшиеся с образовательной сегрегацией в так называемых «двух школах под одной крышей», выступили с идеей составить текст, который бы способствовал изменению языковой политики во всех четырёх странах. Они озаглавили текст «Декларация об общем языке» и передали его для переработки профессиональным лингвистам, так что в последующие месяцы Декларация была переработана в Загребе и поэтому может называться «Загребской декларацией».
В продолжение проекта «Языки и национализмы» был сформирован комитет экспертов разных национальностей из всех четырёх стран, который работал над окончательной версией Декларации 16 и 17 января 2017 года в Загребе. После встречи текст был разослан примерно двадцати консультантам, чьи предложения затем были включены в окончательный вариант текста.

## Презентация декларации

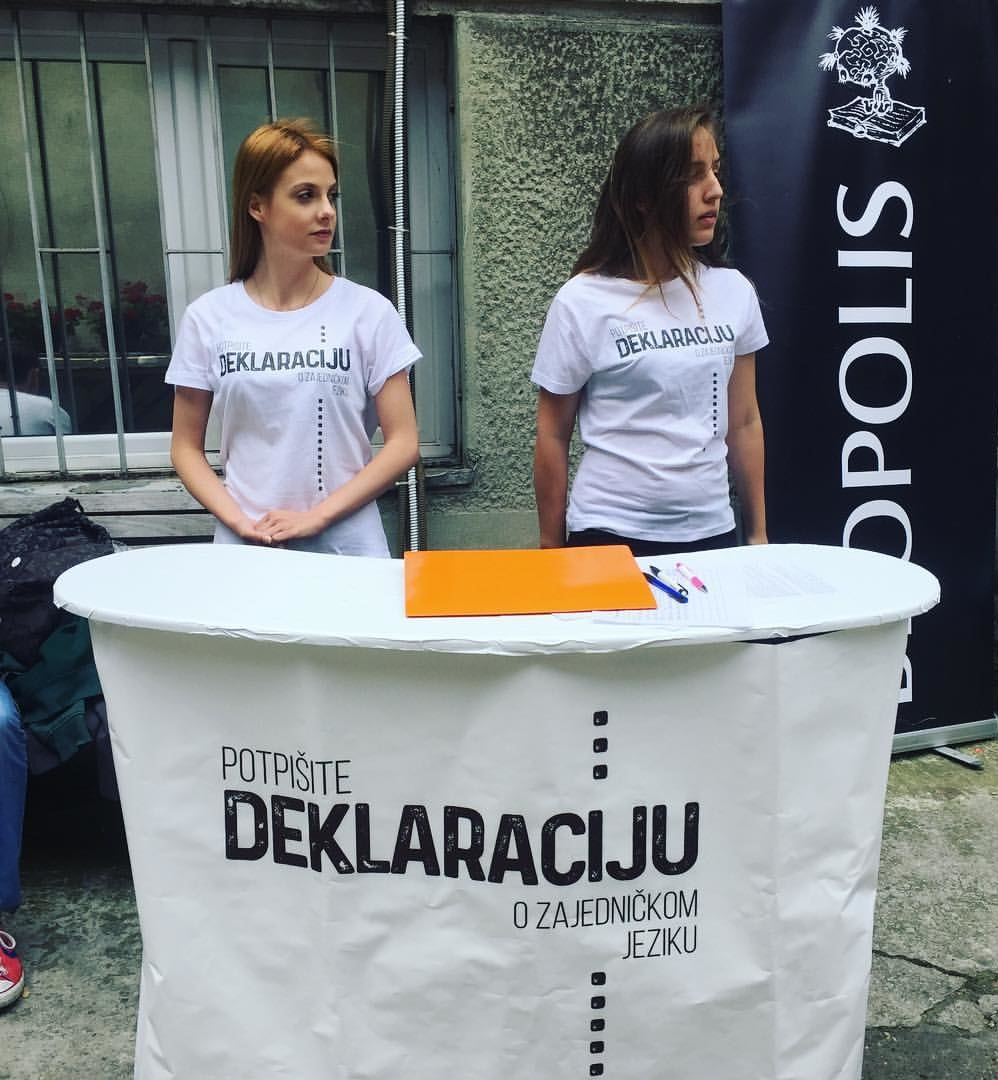
Сбор подписей под Декларацией

Декларация об общем языке, подписанная более чем двумястами выдающимися интеллектуалами из Хорватии, Черногории, Боснии и Герцеговины и Сербии, была одновременно представлена общественности 30 марта 2017 года в Загребе, Подгорице, Белграде и Сараево, где состоялась пресс-конференция и две панельные дискуссии под заголовками «Что такое общий язык?» и «Язык и будущее». Затем Декларация была открыта для подписания другими людьми. За следующие несколько дней её подписали более 8000 человек. Два месяца спустя в рамках X Subversive Festival в Загребе состоялся круглый стол, посвящённый Декларации, под названием «Язык и национализм». Затем на литературном фестивале «Крокодил» в Белграде состоялась дискуссия «О декларации об общем языке и других демонах». После этого в Нови-Саде были организованы панельная дискуссия «Чей наш язык?» на фестивале Exit и форум «Каковы достижения Декларации об общем языке?» на Международной литературной конференции Book Talk. В Черногории в рамках 7-х Дней Негоша прошёл круглый стол, посвящённый Декларации. В конце 2017 года на 6-м Открытом университете в Сараево была организована дискуссия «Что делать с языком: кто говорит (или не говорит) на общем языке?»

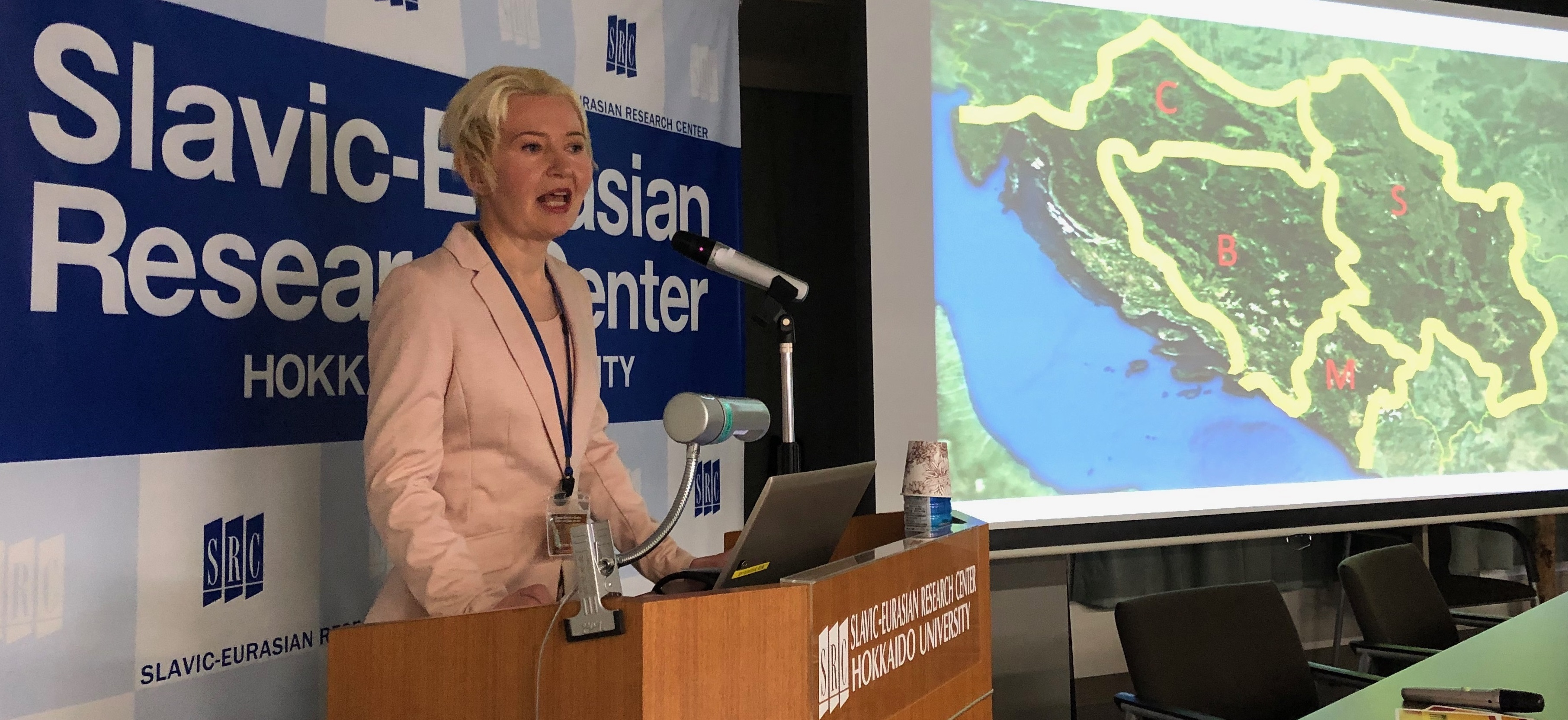
Пленарная лекция Кордич, Снежана о Декларации на конференции в Японии в 2018 году

В течение 2018 года серия пленарных лекций по Декларации была проведена на конференциях в университетах различных стран ЕС, а затем в университетах Японии. По случаю второй годовщины Декларации состоялись два круглых стола: в Вене «Язык и национализмы: понимаем ли мы друг друга?» и в Загребе «Один язык или несколько языков: обсуждение Декларации об общем языке», организованный Союзом студенческих ассоциаций философского факультета в Загребском университете, который позже также организовал пленарную лекцию о Декларации на философском факультете в Загребе.

## Подписи

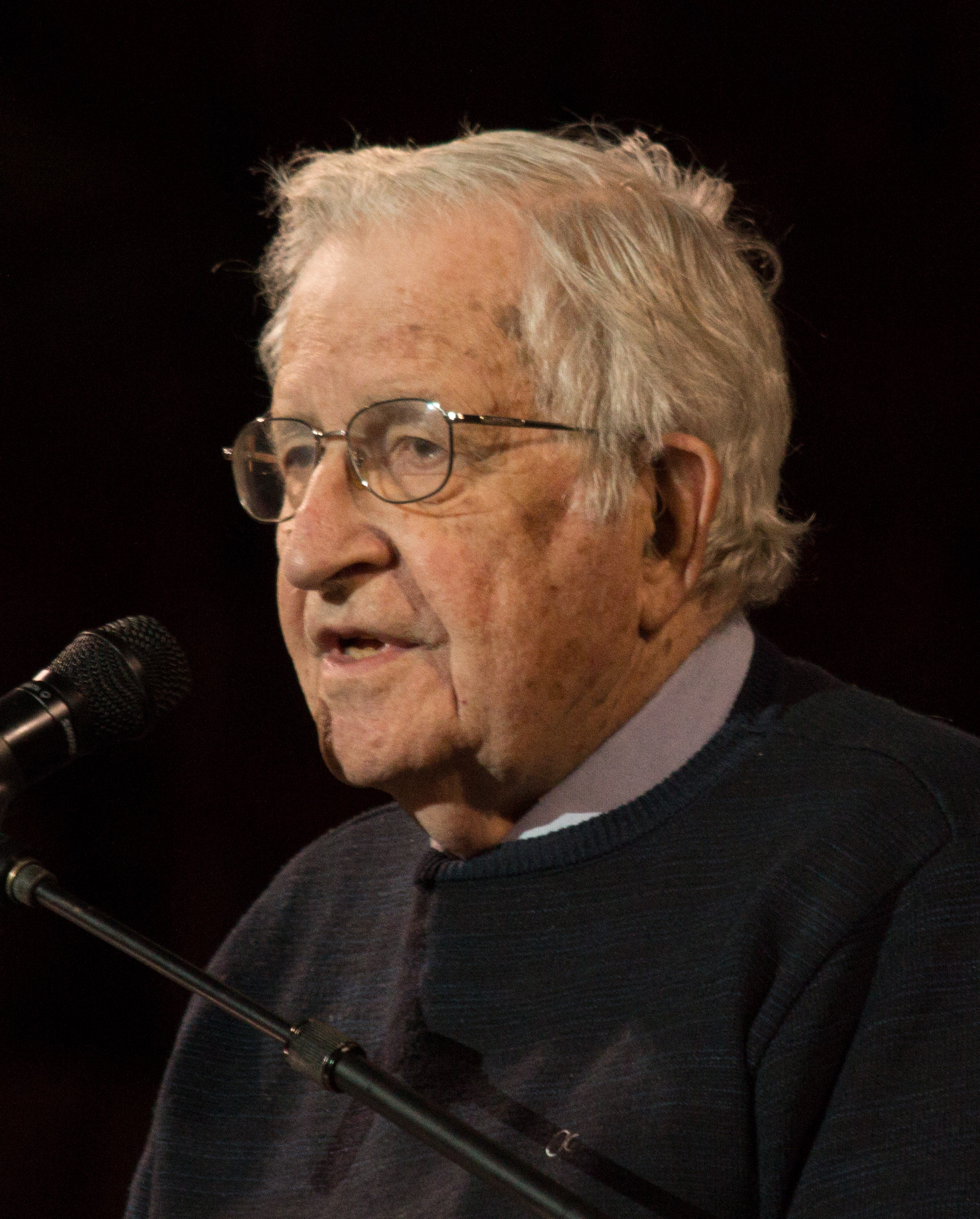
Ноам Хомский, один из подписавших Декларацию

Британский социолингвист Питер Традгилл отмечает, что «лингвисты широко представлены в списке подписавших». Самый известный лингвист «Ноам Хомский подписал Декларацию об общем языке», что дало особенный резонанс. Декларацию подписали «более пятидесяти других лингвистов, в том числе Андерс Альквист, Ронель Александер, Надира Алйович, Боян Анджелкович, Бобан Арсеньевич, Джон Фредерик Бейлин, Йосип Баотич, Ранка Биеляц-Бабич, Ранко Бугарски, Весна Булатович, Даниэль Бунчич, Костас Канакис, Гревилл Корбетт, Оливер Чуло, Наталия Длугош, Лилиана Доламич, Николас Эванс, Райка Глушица, Радмила Горуп, Сенахид Халилович, Камиль Хаманс, Мирьяна Йоцич, Ягода Юрич-Каппель, Дуня Ютронич, Деян Каравесович, Яна Кенда, Иван Клайн, Снежана Кордич, Светлана Куртеш, Игор Кусин, Зинета Лагумджия, Игор Лакич, Гордана Лалич-Крстин, Миа Мадер Скендер, Алиса Махмутович, Ольга Мишеска Томич, Владимир Миличич, Спирос Мошонас, Иоахим Мугдан, Зоран Николовски, Милош Окука, Татьяна Паунович, Душан-Владислав Пажджерски, Мира Петер, Таня Петрович, Эниса Плиска, Милена Подольшак, Лука Раичкович, Катарина Расулич, Мария Рунич, Свенка Савич, Марко Симонович, Лиляна Суботич, Данко Шипка, Душанка Точанац, Неда Тодорович, Александр Тркля, Петер Трудгилл, Младен Ухлик, Ханка Вайзович, Вера Васич, Эльвира Веселинович, Джордже Виданович, Ана Ждрале, Елена Живоинович».
Среди подписавших Декларацию:
- Гревилл Корбетт
- Ивана Бодрожич[хорв.]
- Мирьяна Каранович
- Сандра Бенчич
- Райко Грлич
- Желько Комшич
- Светислав Басара[серб.]
- Юрица Павичич[хорв.]
- Ведрана Рудан[хорв.]
- Оля Савичевич-Иванчевич[хорв.]
- Деян Йович[хорв.]
- Игор Штикс[хорв.]
- Надежда Чачинович
- Иван Иваньи[серб.]
- Ленка Удовички[серб.]
- Филип Давид[серб.]
- Огнен Свиличич[хорв.]
- Владимир Арсениевич[серб.]
- Сречко Хорват[англ.]
- Рада Ивекович[хорв.]
- Дино Мустафич[босн.]
- Штефица Галич[сербохорв.]
- Пьер Жалица[босн.]
- Снежана Кордич[хорв.]
- Дубравка Угрешич
- Ноам Хомский
- Борис Дежулович[хорв.]
- Драган Марковина[хорв.]
- Энвер Казаз[босн.]
- Виктор Иванчич
- Ото Хорват[серб.]
- Майя Херман-Секулич[серб.]
- Томислав Якич[англ.]
- Желько Иванкович[босн.]
- Светлана Лукич[сербохорв.]
- Деян Тьягу-Станкович
- Хасанович, Нихад[босн.]
- Срджан Срдич[серб.]
- Весна Тершелич
- Иван Клайн[серб.]
- Борис Бакал[хорв.]
- Борка Павичевич
- Ясна Шамич[босн.]
- Слободан Шнайдер[хорв.]
- Маша Коланович